# Santa Maria das Barreiras
Santa Maria das Barreiras é um município brasileiro do estado do Pará. Localiza-se a uma latitude 08º52'18" sul e a uma longitude 49º42'46" oeste, estando a uma altitude de 150 metros. Sua população estimada em 2020 era de 21.850 habitantes. Possui uma área de 10373,49 km².

## História
A história do município está intimamente relacionada com a fundação do povoado de Altas Barreiras em 1892. Formado por imigrantes goianos com apoio de frei Gil de Villa Nova, esta localidade desenvolveu-se pela extração de borracha-caucho e outros produtos extrativistas. Teve como principal marco de formação, a construção da Paróquia de Sant'Anna.
Com o passar dos anos, Altas Barreias mostrou-se um povoado muito dinâmico, sendo elevado á categoria de distrito em 31 de dezembro de 1936, passando a denominar-se Santa Maria das Barreiras. Finalmente ganhou autonomia política através da lei estadual nº 2460, de 29 de dezembro de 1961, desmembrado de Conceição do Araguaia, denominando-se município de "Santana do Araguaia".
Em 1980 a região do Tocantins Araguaia é atingida por uma grande enchente de seus rios, fato que destruiu parcialmente a sede do município de Santana do Araguaia. Tal cheia prolongou-se pelo ano de 1981. Como a vila de Campo Alegre era a localidade dotada de melhor infraestrutura no município (inclusive melhor que a própria sede), os aparelhos administrativos foram para ela transferidos e ali permaneceram.
A vulnerabilidade da antiga sede e a dificuldade para reconstruí-la, desqualificou-a para que permanecesse com tal categoria. Desta forma em 5 de novembro de 1984 por meio da lei estadual nº 5.171 transferiu-se definitivamente a sede de Santana do Araguaia para a localidade de Campo Alegre, revertendo a localidade de Santa Maria das Barreiras á sua antiga categoria, como distrito.
Por pressão da comunidade barreirense, insatisfeita com seu novo status político, em 10 de maio de 1988 é criado o município de Santa Maria das Barreiras, através da lei estadual nº 5.451, desmembrado de Santana do Araguaia.

## Infraestrutura
Santa Maria das Barreias dispõe de uma boa oferta de vias de acesso rodoviário que ligam-na aos município limítrofes do Pará, bem como ao estado do Tocantins, mesmo que não haja ponte de travessia do Rio Araguaia.
A rodovia PA-327 liga o município às cidades de Redenção e Conceição do Araguaia, por meio da rodovia PA-287; a rodovia PA-463 permite acesso ao município de Santana do Araguaia, por meio da PA-411, e; a PA-235 que liga o extremo oeste do município à BR-153, permitindo acesso também aos municípios de Cumaru do Norte e Santana do Araguaia.
A BR-158 corta o município de norte a sul, dando acesso às importantes localidades do oeste do município, em especial ao distrito de Casa de Tábua. A região oeste liga-se a sede com diversas estradas vicinais.
A ligação com o estado do Tocantins se dá pela rodovia BR-235, sendo que  travessia do rio Araguaia entre o Porto das Barreiras e o município de Araguacema/TO, se dá pelo serviço de balsa fluvial.